# Poddubrowka (rejon usmański)
Poddubrowka (ros. Поддубровка) – wieś (sieło) w Rosji, w obwodzie lipieckim, w rejonie usmańskim. W 2010 liczyła 1013 mieszkańców.